# アーシストcafe 緑のコトノハ
『アーシストcafe 緑のコトノハ』（あーしすとかふぇ みどりのことのは）は、2007年4月30日からBS朝日で放送されているミニ番組。第一三共ヘルスケアの一社提供。2021年3月25日放送終了。

## 概要
言の葉のように響く環境番組。心地よい音楽と映像で、地球とつながりEARTHfrendryに生きる人々=アーシスト達の力強い、そして美しい言葉=コトノハをお届けします。一人のアーシストの暮らしや活動を5夜にわたり紹介。地球への真っすぐな視点が見えてきます。

## 出演者
ナレーション
- 野島裕史（2007年4月30日 -）
- 内田恭子（2009年 - 2012年9月28日）
- 貫地谷しほり（2012年10月1日 - 2021年3月25日）

## スタッフ
- 主題歌『黄金の緑』
  - 唄：ＵＡ
- チーフディレクター：植田裕久
- ディレクター　河野あや子、三戸摂子、三梨朋子
- ＡＤ　　　　　金志修（キムジス）
- プロデューサー：安田裕史、三田豊、三浦節子
- 制作：BS朝日、テレビマンユニオン

## 放送時間
- 月曜日 - 金曜日 20:54 - 21:00（JST）